# Salvatore Viale

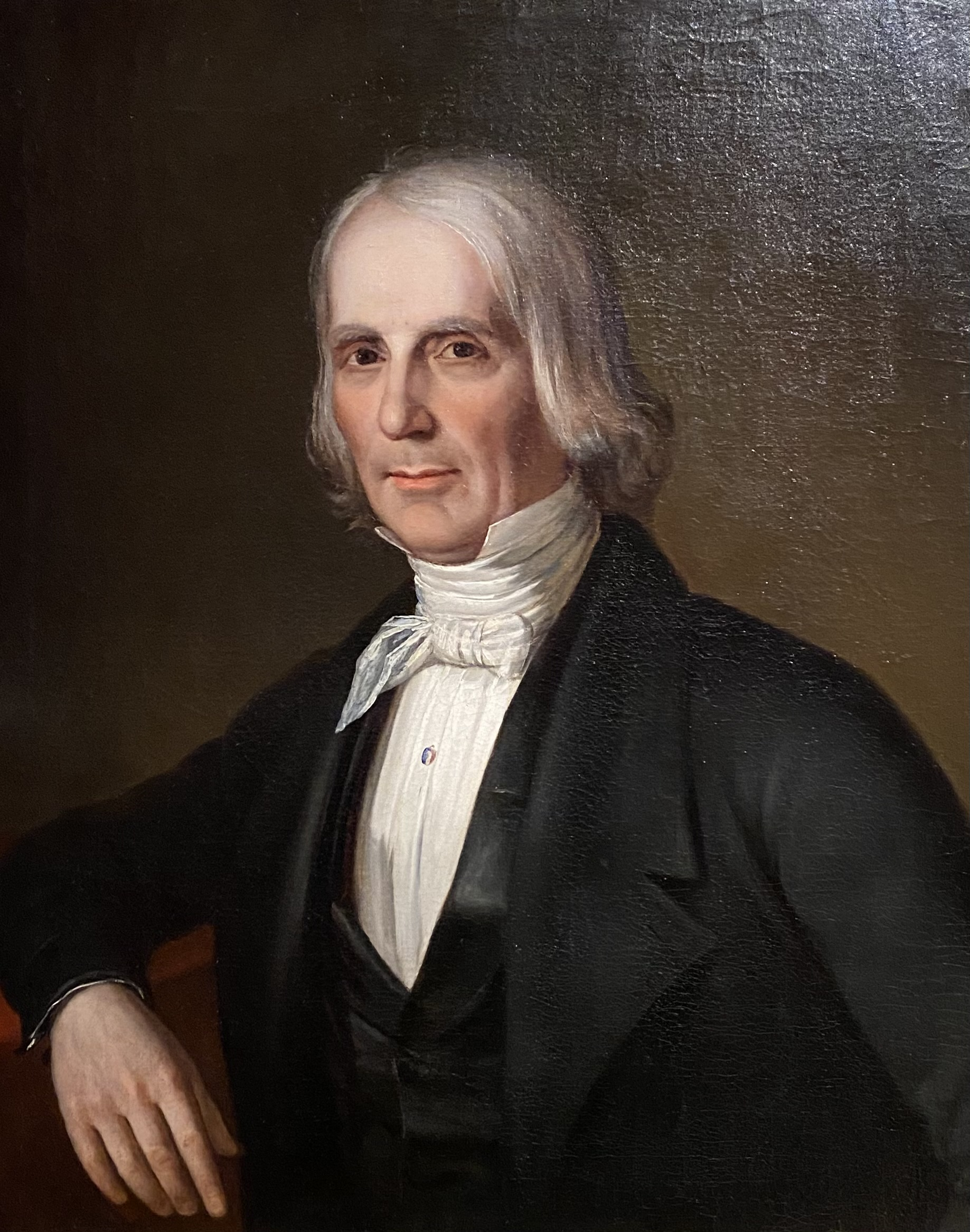
Salvatore Viale (Luigi Varese, museo di Bastia)

(Salvatore Viale, Serenata di Scappino, dalla Dionomachia})
Salvatore Viale (Bastia, 6 settembre 1787 – Bastia, 23 novembre 1861) è stato uno scrittore, poeta e magistrato còrso, il primo autore a impiegare la lingua corsa in un'opera di rilievo letterario, la Dionomachia (1817). Formatosi alle idee liberali, svolse un ruolo di rilievo nel recupero della tradizione culturale del popolo còrso e difese il ruolo della lingua italiana come lingua colta dell'isola.

## Biografia
Nato da una famiglia di notabili di Bastia di origini genovesi (un suo avo, Benedetto, era stato governatore della Corsica per la Repubblica di Genova dal 1641 al 1643), ricevette nella città natale la sua prima educazione. Il padre Paolo Agostino, membro del Consiglio municipale di Bastia, volendo avviare il figlio alla professione di medico, lo inviò a Roma, dove lo accolse il compatriota e sacerdote Bonaventura Poletti, amico di Pasquale Paoli. Durante il soggiorno romano scoprì la passione per la letteratura che non lo avrebbe più abbandonato e rinunciò a proseguire gli studi in medicina. A Roma faranno brillante carriera i fratelli Benedetto, archiatra pontificio, e Michele che diverrà cardinale.
Rientrò in Corsica nel 1805 a seguito della morte del padre per seguire gli affari di famiglia e iscrittosi all'Università di Pisa vi conseguì la laurea in diritto nel 1809. In quegli stessi anni fu insegnante al Collegio di Bastia e vi pubblicò il trattato Principi delle Belle Lettere.
Con la caduta di Napoleone I (1815), a Bastia si instaura un governo provvisorio indipendentista che invano preme sugli inglesi e sul Congresso di Vienna affinché la Corsica venga separata dalla Francia. Viale ne è pienamente coinvolto e contribuisce alla redazione degli atti di governo, scritti in lingua italiana. Esule a Roma in seguito alla Restaurazione, che riconferma l'unione della Corsica al regno di Francia di Luigi XVIII, stringe amicizia con l'eminente georgofilo Raffaello Lambruschini, si avvicina ai circoli liberali italiani e prosegue la coltivazione degli studi letterari.
Nel 1816 rientra in Corsica richiamato dal conte Alessandro Colonna d'Istria, procuratore generale del re di Francia presso la Corte d'Appello di Bastia, che lo nomina sostituto procuratore presso la locale Corte Criminale.
Nel 1817 esce la prima edizione (ne seguiranno altre cinque durante tutto il XIX secolo) di quella che è considerata la sua opera maggiore, la Dionomachia (cioè "battaglia dell'asino"), che Niccolò Tommaseo definì come la più importante composizione del genere eroicomico dopo La secchia rapita di Alessandro Tassoni. Sembra che l'opera - che narra con spirito acuto uno scontro tragicomico tra gli abitanti di Lucciana e Borgo - fosse in via di sviluppo sin da prima del 1813.
Dal 1819 al 1831 è Giudice d'istruzione del Circondario di Bastia, mettendosi in evidenza per i suoi sforzi per contenere gravità e numero dei delitti. Si dimette quindi dall'incarico (mantenendo in questo ambito il posto di Consigliere di Corte d'Appello) per perseguire a tempo pieno l'impegno in campo culturale e letterario già perseguito durante l'attività giurisdizionale. Già da prima del 1831, infatti, il Viale s'era distinto per il grande impegno profuso al restauro e al rilancio a Bastia della Società centrale d'istruzione pubblica, un'accademia di promozione scientifica e letteraria.
Nel periodo successivo, tra le varie attività culturali perseguite, si impegna nella raccolta dei canti popolare della grande e copiosa tradizione orale in lingua còrsa. Tra il 1838 e il 1839 collabora attivamente con il filologo e patriota italiano Niccolò Tommaseo che durante il soggiorno in Corsica indaga il vernacolo locale, che definisce uno dei più puri e aderenti alla lingua di Dante. Continua a collaborare con gli ambienti dei Georgofili e dell'Accademia della Crusca, intrecciando tra l'altro un significativo scambio epistolare con il suo editore a Firenze, Giovan Pietro Vieusseux.
Nel 1852 lascia ogni incarico giudiziario e si dedica ai suoi studi sino alla morte, avvenuta a Bastia nel 1861.
A Viale è stata dedicata una salita a Genova nei pressi della centralissima via XX Settembre (precedentemente intitolata ad Antoine Christophe Saliceti), una via al Lido di Ostia, frazione di Roma, e una via nella sua città natale nei pressi del Teatro Municipale della città. Inoltre a Bastia a Viale è dedicato il Centro degli Studi, un monumento inaugurato il 22 gennaio 1865 e una statua a San Fiorenzo.

## Opere
Meglio che affidandosi a qualsiasi considerazione a posteriori sul significato dell'opera e dell'impegno culturale di Salvatore Viale, conviene far parlare l'autore stesso. Nella sua premessa all'edizione del 1843 dei Canti popolari corsi, stampato a Bastia - esplicitamente dedicata "ai lettori corsi" - Salvatore Viale stila un vero e proprio manifesto ideologico nel quale egli - magistrato dello Stato francese - rivendica con chiarezza e libertà l'identità còrsa come antitetica a quella francese e la sua naturale appartenenza all'area culturale italiana. Eccone il passaggio più significativo:
Elenco completo delle opere di Salvatore Viale:
- Dei Principi delle Belle Lettere, Bastia, 1813 (II edizione 1843).
- Dionomachia, Bastia, 1817.
- Poesie Giocose, Bastia, 1817.
- Prose Giocose, Bastia e Parigi, 1828.
- Prose serie, Bastia e Parigi, 1828.
- Poesie serie, Bastia e Parigi, 1828.
- Canzoni contadinesche in dialetto corso, Bastia.
- L'ultima vedetta, Bastia, 1837.
- Canti popolari corsi, Bastia, 1843.
- La sposa d'Abido, saggio di versi italiani e di canti popolari corsi, Bastia e Bruxelles, 1843.
- Novelle corse, Bastia e Trieste, 1846.
- Sopra lo stile della versione poetica dell'Iliade di Melchiorre Cesarotti.
- Delle cagioni e degli effetti della moderna letteratura romanzesca, 1835.
- Canti popolari corsi, Fabiani, Bastia, 1855, su books.google.it.
- Componimenti in versi e in prosa, Vieusseux, Firenze e Bastia, 1857.
- Dell'uso della lingua patria in Corsica, Vieusseux, Firenze, 1858 (sulla lingua italiana).
- Dell'uso dei costumi corsi, Vieusseux, Firenze e Bastia, 1860.